# Pretty Little Head
«Pretty Little Head» es una canción compuesta por el músico británico Paul McCartney y publicada en el álbum de estudio de 1986 Press to Play. La canción fue publicada como segundo sencillo promocional del álbum en diferentes formatos: vinilo de 7 y maxisencillo de 12", pero no entró en la lista de éxitos del Reino Unido. En un intento por recuperar las ventas, McCartney publicó el sencillo en formato casete por primera vez en su carrero.

## Publicación
«Pretty Little Head» fue publicado el 27 de octubre de 1986 con una duración de 3:50 minutos en la versión de vinilo de 7", y con una remezcla de 6:56 minutos en la versión de 12 pulgadas. El maxisencillo incluyó un tercer tema, «Angry», como cara B. Por otra parte, la versión en casete, con las mismas canciones del maxisencillo, fue publicada el 17 de noviembre de 1986. Tanto en la versión de 7" como en el maxisencillo, la canción incluye una duración diferente a la publicada en el álbum, que dura 5:14 minutos.
Las reseñas sobre el sencillo y sobre el álbum Press to Play en general fueron mixtas. La canción fue descrita como una «experimentación salvaje, hi-tech», y con un «sonido espacial, con batería retumbante», mientras que la revista musical Rolling Stone la describió como «un sueño abstracto».

## Videoclip
La publicación de «Pretty Little Head» como sencillo fue acompañada de un videoclip dirigido por Steve Barron y protagonizado por la actriz Gabrielle Anwar, en el papel de una chica que huye de su hogar tras una discusión entre sus padres y se encuentra sola en una gran ciudad. McCartney aparece en un breve cameo durante el cual sopla para llevar de nuevo a la chica a casa. El comienzo del videoclip incluye un extracto de la canción de The Beatles «She's Leaving Home». 

## Lista de canciones
| Vinilo de 7" 1. «Pretty Little Head» 2. «Pretty Little Head» (John Potoker Remix) | Vinilo de 12" 1. "Pretty Little Head" 2. "Pretty Little Head" (John Potoker Remix) 3. "Angry" (Larry Alexander Remix) 4. "Write Away" |